# Нацано
Наца̀но (на италиански: Nazzano) е село и община в Централна Италия, провинция Рим, регион Лацио. Разположено е на 202 m надморска височина. Населението на общината е 1368 души (към 2010 г.).